# Kleiner Werth 17

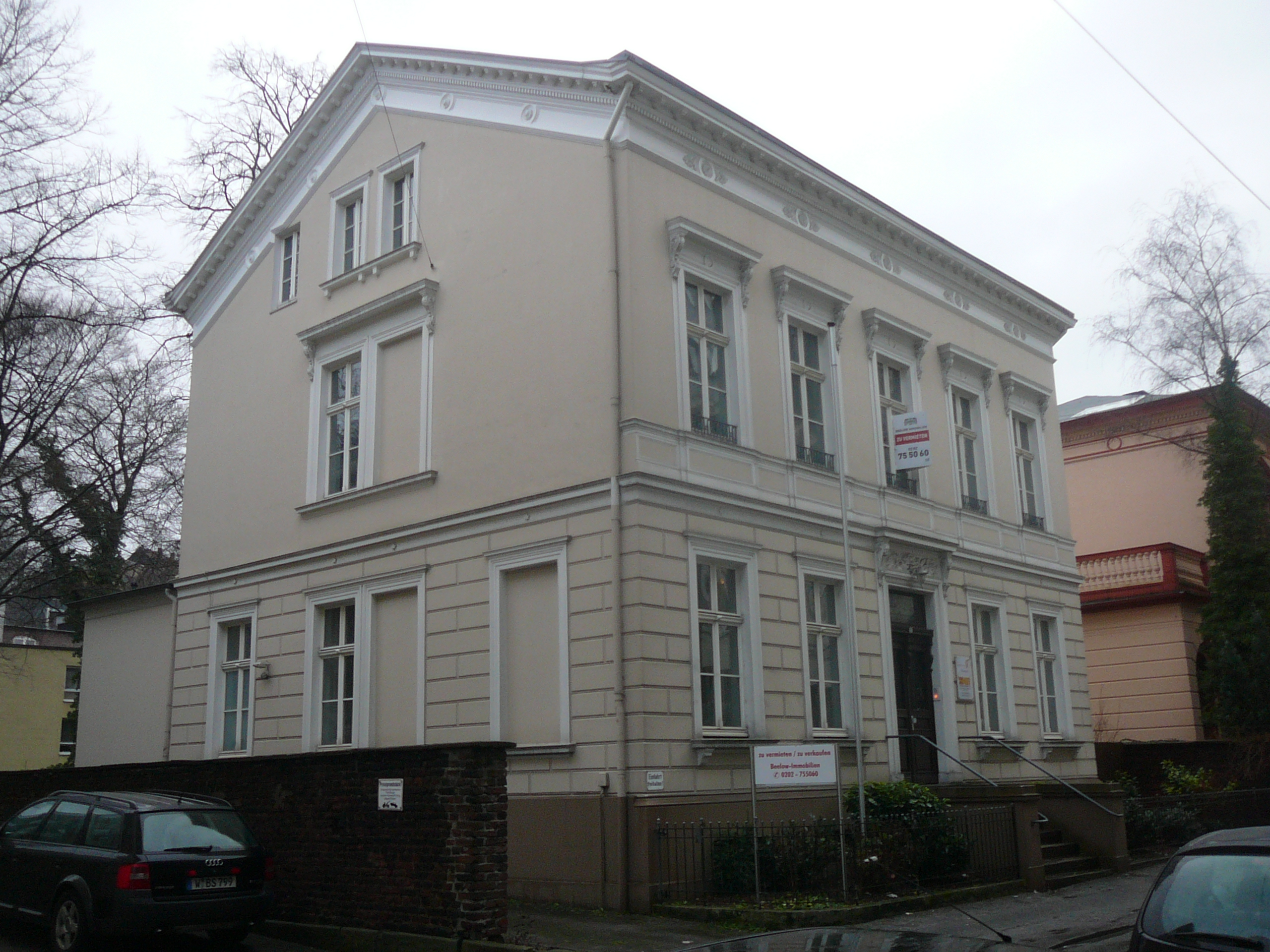
Kleiner Werth 17

Das Objekt Kleiner Werth 17 ist eine Villa im Wuppertaler Wohnquartier Oberbarmen-Schwarzbach im Stadtbezirk Barmen.

## Baubeschreibung
Die zweigeschossige Villa mit Satteldach ist zur Schauseite, der Straße Kleiner Werth, fünfachsig ausgeführt. Erschlossen wird das Gebäude über eine achtstufige einfäufige Außentreppe in der mittleren Achse der Schauseite. Die Putzfassade ist in klassizistischer Stilform gegliedert.

## Geschichte
Die Villa wurde 1861 für H.C. Hoesch errichtet. Erworben wurde sie später von Adolf Vorwerk, der auf dem gegenüberliegenden Gelände seinen Fabrikationsbetrieb Vorwerk & Sohn von der Kohlgartenstraße bis zum Kleinen Werth erweiterte. 
Die Villa, einschließlich der Vorgartenanlage mit der Außentreppe, wurde am 6. Dezember 1990 als Baudenkmal in die Denkmalliste der Stadt Wuppertal eingetragen.